# Hulk (schip)
Een hulk is een historisch type vrachtschip dat in de Middeleeuwen werd gebruikt voor transport over zee.
Het woord hulk is erg oud en komt uit het Grieks, het betekent gesleept vrachtschip. In zijn eerste verschijningsvorm in de Lage Landen in de achtste eeuw had het een stevenloze romp van zware planken en een in de lengte sterk gebogen vorm: de zogenaamde zeeg. In 1930 werd er in Utrecht een wrak gevonden dat deze kenmerken bezit. Het is daar te zien in het Centraal Museum. Een stevenloze romp zonder kiel werd pas veel later in de 17e eeuw als aak benoemd.
In de elfde eeuw werd in Engeland de hulk gelijkgesteld met de keel voor de hoogte van het havengeld. Dit betekende dat zij even groot was als de kogge die daar keel genoemd werd, omdat die wel een kiel of keel had. Het is aannemelijk dat de hulk nog lang het zijroer heeft gebruikt toen de grotere, op stevens gebouwde schepen al overgegaan waren op het stevenroer.
Toen echter in de 13e eeuw de hulk ook met een stevenroer werd uitgerust, bevestigd aan een loze of losse achtersteven, was de weg vrij voor een schaalvergroting die er toe leidde dat in de 14e eeuw de hulk weer groter was dan de kogge. Het is verder aannemelijk, maar niet afdoende bewezen, dat kenmerken van de hulk overgegaan zijn in het kofschip en de latere tjalkschepen.

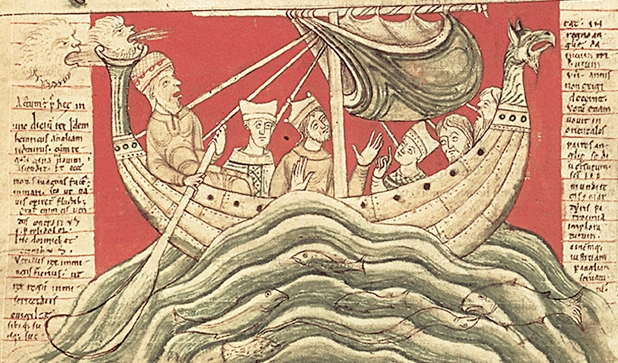
Worcester chronicle - Hendrik I van Engeland aan boord van een hulk met een zijroer (vroege 12e eeuw)
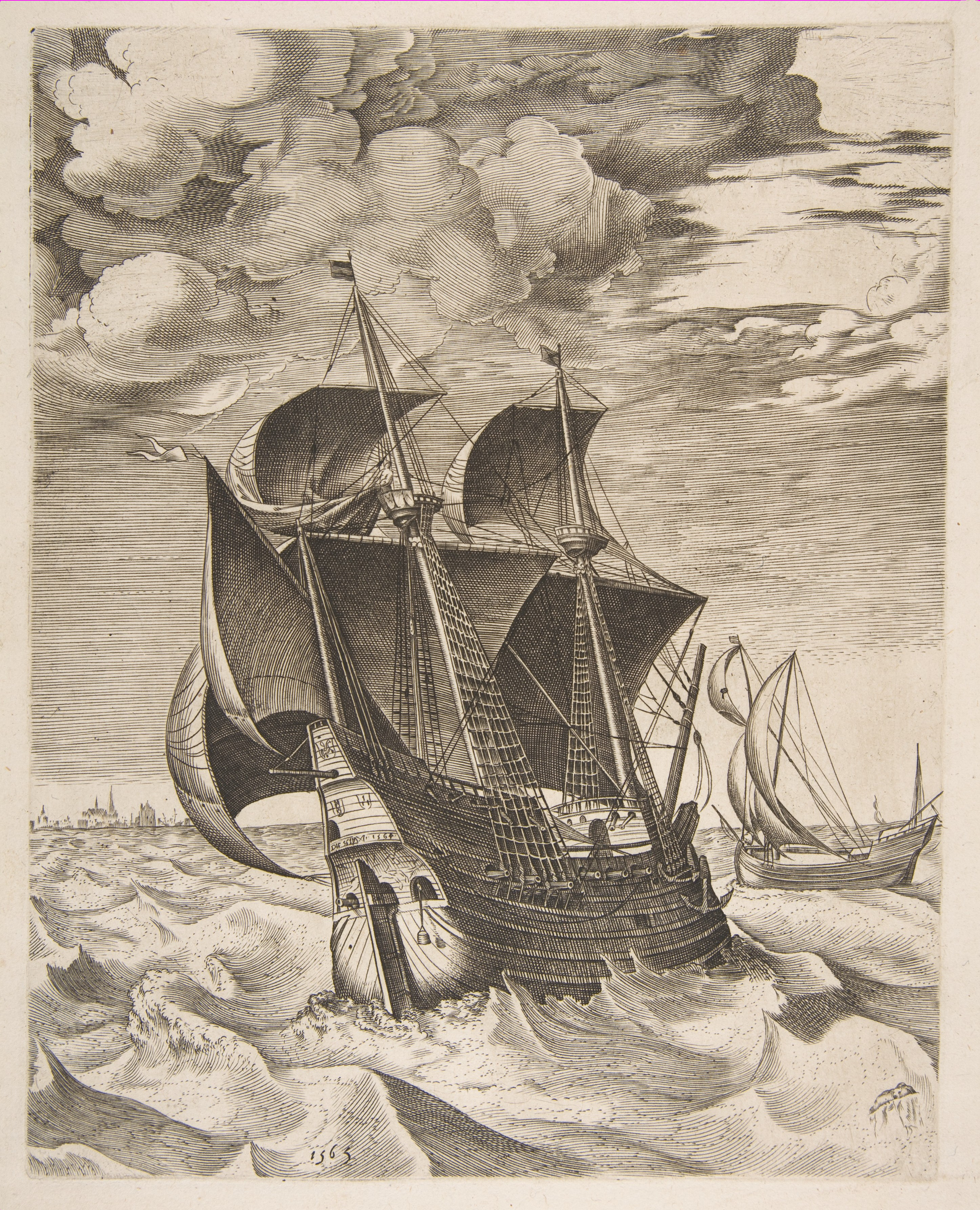
Een hulk met een stevenroer, door Pieter Bruegel de Oude (16e eeuw)

## 19e eeuw
In de 19e eeuw werd onder een hulk verstaan: een onttakeld schip, met enkel een romp zonder masten en andere voorzieningen nodig om te varen. Dit werd gebruikt voor opslag van goederen of als gevangenis.

## Naslagwerk
- De hulk. Maritieme Geschiedenis der Nederlanden